# Nikolái Nikitin

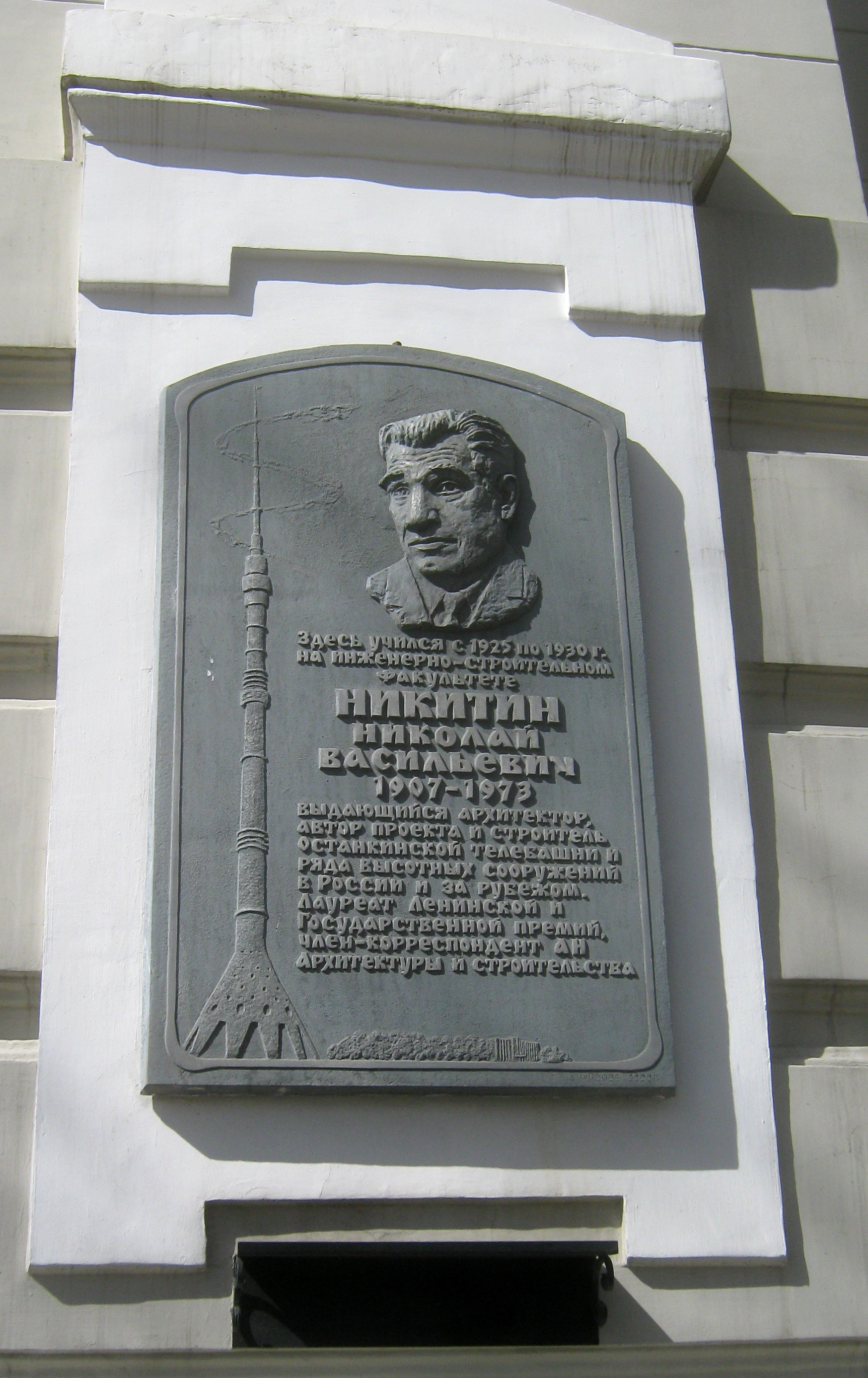
Placa en el edificio de la Universidad Politécnica de Tomsk (antes Instituto de Tecnología de Tomsk, donde se graduó Nikolái Nikitin).

Nikolái Nikitin (del ruso: Николай Васильевич Никитин) (1907 - 1973) fue un ingeniero estructural soviético.
Nikolái Nikitin fue un relevante ingeniero estructural, Doctor en Ciencias Técnicas reconocido por los edificios que diseñó y construyó entre ellos la torre Ostánkino y el monumento conmemorativo ¡La Madre Patria llama!. Fue galardonado con el Premio Lenin y el Premio Stalin de tercer grado. Honrado Constructor de la República Socialista Federativa Soviética de Rusia.

## Biografía

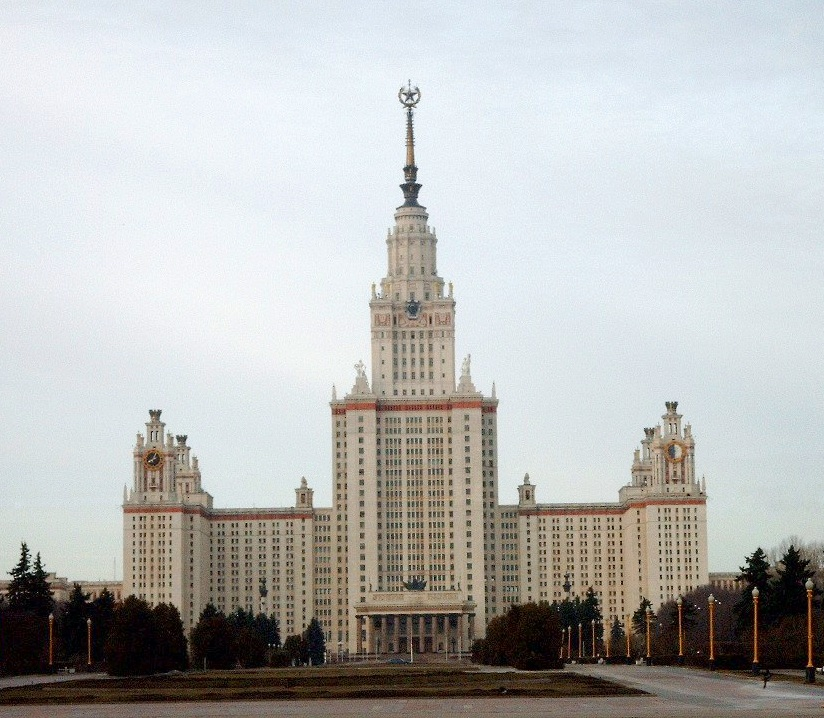
Universidad de Moscú.

Nikolái Nikitin nació el 15 de diciembre de 1907 en la localidad de Tobolsk en Siberia, en el entonces Imperio Ruso. Su padre era tipógrafo y trabajó como empleado judicial. En 1911, la familia se trasladó a la ciudad de Ishim donde realiza los estudio primarios. En 1919 la familia se unió junto con las tropas de Aleksandr Kolchak en retirada a Novonikolayevsk (Novosibirsk).
Con 17 años sufrió la mordedura de una serpiente venenosa en la pierna izquierda que le dejó una cojera permanente. 
En 1930 se graduó en el departamento de arquitectura de la Facultad de Ingeniería Civil del Instituto Tecnológico de Tomsk, ahora Universidad Politécnica de Tomsk. Mientras estudiaba participó en el desarrollo de complejos métodos de cálculo de estructuras típicas de hormigón armado para la empresa Kuznetsk Metalúrgica Combine, en la Oficina de administración científica de dirigida por el profesor Nikolái Molotílov. Entre los desarrollos realizados se encuentra la metodología del Cálculo de estructuras de trama en el desplazamiento lateral, primeros cálculos de la gran altura estructuras en hormigón armado.
Tras su graduación fue nombrado  arquitecto de la kraykomhoza Novosibirsk. Su primer proyecto fue un edificio de dormitorios de cuatro pisos con elementos prefabricados de estructura de hormigón sobre una base monolítica. Para su construcción Nikitin tuvo que organizar su propia producción de pilares de hormigón, vigas y cerchas. Siendo pionero en la construcción de prefabricados de hormigón.
Comienza a trabajar en Novosibirsk en el equipo  encabezado por el arquitecto Borís Gordéyev, protagonista de muchos los edificios relevantes de la ciudad. En 1930, diseña la estructura del arco de madera Gvózdeva lapso para el club deportivo Dinamo. Esta estructura de madera, que tenía un tamaño de 22,5 m, ha sido un ejemplo recogido en muchos libros de texto. A pesar de su gran tamaño, el arco se podía instalar fácilmente de forma manual.
Entre 1930 y 1932 participa en el diseño y construcción de los complejos residenciales "Casa bajo el reloj", "Casa de los Presos Políticos", "Dinamo". En 1932, diseña la estación principal de ferrocarril de Novosibirsk en la que opta por la construcción de una cubierta arqueada en hormigón armado. También en ese año, junto con el ingeniero Yuri Kondratiuk participa en estudios de la astronáutica siendo uno de sus fundadores, desarrolla proyectos de energía eólica en la península de Crimea. El complejo eólico se comenzó a construir en la parte superior del monte Ai-Petri y para ello, Nikitin, desarrolló por primera vez una serie de teorías fundamentales y los cálculos de diseño para las estructuras de la torre, incluyendo el estudio de los efectos estáticos y dinámicos de las cargas de viento sobre la estructura flexible de gran altura. Se tuvieron en cuenta para la aplicación práctica de las construcciones de hormigón altamente reforzados, los principales elementos de soporte de carga de los nodos, incluyendo los conceptos básicos de su construcción en forma de deslizamiento. Estos conceptos y desarrollos los aplicaría más tarde en la construcción de la torre Ostánkino.
En 1937 se traslada a Moscú y participa en los cálculos para la construcción del monumental Palacio de los Soviets que se construiría en el solar de la destruida Catedral de Cristo Salvador. Nikitin hizo una serie de mejoras en el diseño de bases y el marco del Palacio de los Soviets, así como de conformidad con los requisitos del Presidente del Estado de la comisión de expertos del académico B. Galerkin El cálculo del edificio en la acción dinámica de la carga de viento, que ha desarrollado una nueva técnica especial, que está muy cerca de los procedimientos adoptados en la actualidad.
Desde 1942, Nikolái Nikitin trabajó en el Instituto  Promstroiproekt donde diseña para la industria de la construcción en tiempos de guerra. Desde 1944, participa en una serie de trabajos sobre la creación de edificios industriales prefabricados. En 1951, Nikitin recibe el Premio Stalin para el desarrollo de las estructuras monolíticas para la reconstrucción de las fábricas destruidas.
Entre los años 1949 y 1952, Nikitin participó en el diseño de los edificios de la Universidad Estatal de Moscú en la colina Lenin. Junto con un grupo de diseñadores Nikitin sugirió nuevas soluciones técnicas (base en forma de caja, columnas flexibles en la planta baja del edificio, metal en la sección transversal de las columnas...), lo que permitió construir en un terreno complicado un edificio de gran altura.
Entre los años  1954 y 1958 Nikitin trabajó en el Instituto Mosproyect. En 1957 fue nombrado jefe de diseño del Instituto y en el mismo año fue elegido miembro correspondiente de la Academia de Construcción y Arquitectura URSS. En Mosproyect Nikitin trabajó en ingeniería civil, y en 1957 hizo una previsión de un mayor desarrollo de la vivienda de masas. El trabajo sobre los nuevos tipos industriales de edificios de viviendas masivas Nikitin continúa en el Instituto de Investigación de Diseño Experimental de la Academia de Construcción y Arquitectura URSS (NIIEP tarde TSNIIEP Zhilischa), donde fue entre 1958 y 1960 - diseñador jefe y subdirector para el trabajo científico.
Desde 1964, Nikolái Nikitin fue director adjunto para la Ciencia y el jefe de diseño del Instituto Central de Investigación Experimental y el modelo de diseño entretenimiento, los deportes y los edificios administrativos (ahora CNIIEP Mézentsev.), donde continuó una búsqueda activa y la exploración de nuevos sistemas revestimientos.
El edificio de la Universidad Estatal de Moscú, el Palacio de Cultura y Ciencia de Varsovia, Estadio Central  Lenin en Moscú, el monumento en Uliánovsk, el monumento "La Patria" en Volgogrado - son algunas de las obras de  Nikitin que han recibido el reconocimiento fuera de la URSS.
En 1958, dentro de Mosproyect,  Nikitin comienza a trabajar en el proyecto de la torre Ostánkino, cuya creación es una gran contribución al desarrollo mundial de la construcción y la arquitectura.
Nikolái Nikitin murió en Moscú el 3 de marzo de 1973. Fue enterrado en el cementerio Novodévichi.

## Reconocimientos
- Constructor de Honor de la RSFSR en 1970.
- Premio Lenin en 1970.
- Premio Stalin de tercer grado en 1951.

## Selección de obras

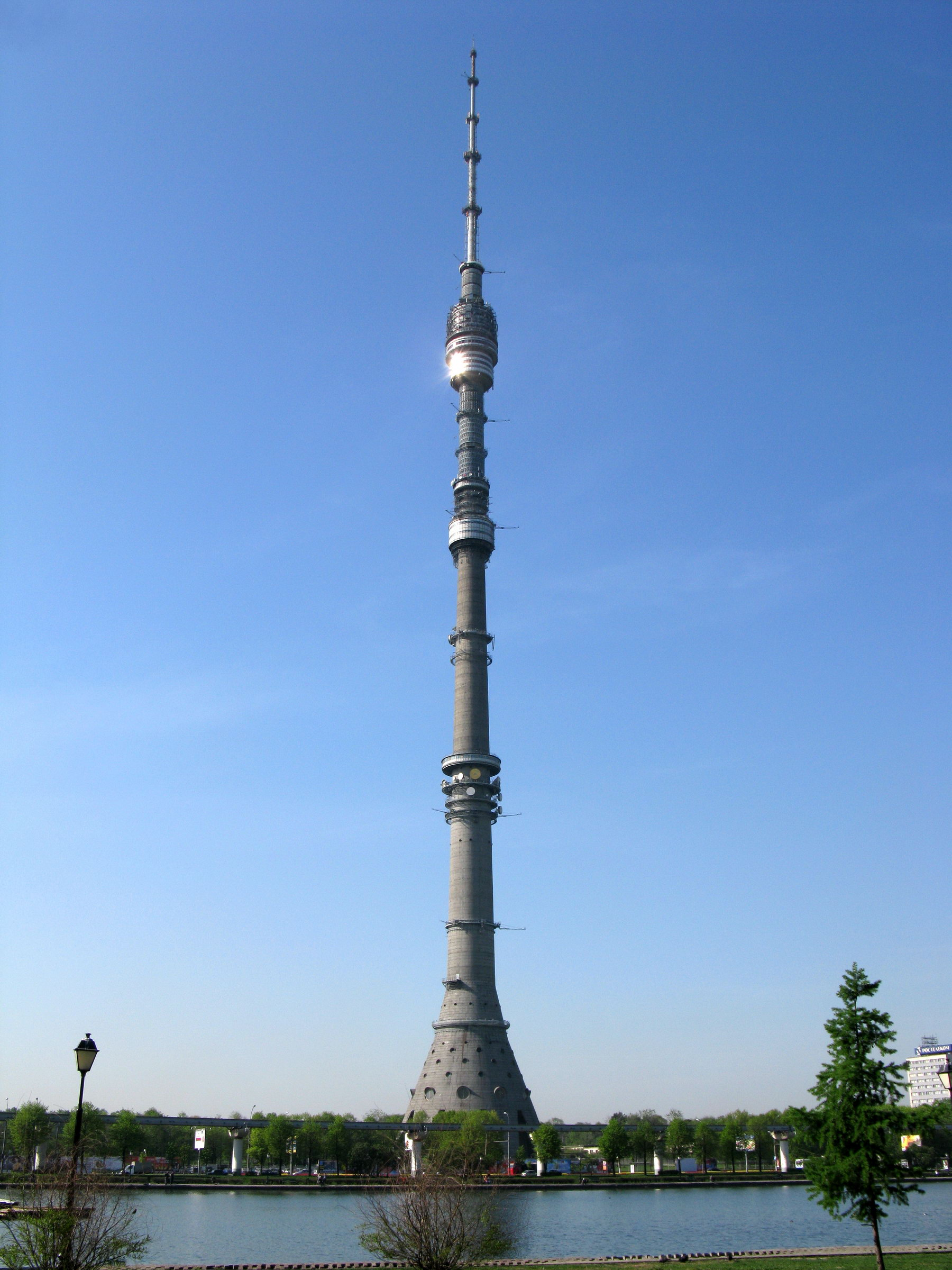
Torre Ostánkino.

- Palacio de los Sóviets  (altura de diseño del edificio - 420 metros, hasta julio de 1941 solamente se construyó la base y el marco de la parte subterránea del edificio, que fue demolido durante la Gran Guerra Patria).
- Universidad Estatal de Moscú sobre la colina Lenin - La altura del edificio principal de 240 metros. En el momento de la construcción fue el edificio más alto de Europa. Construido entre 1949 y 1953.
- Palacio de la Cultura y la Ciencia es un edificio de gran altura en Varsovia, Polonia, construido entre 1952 y 1955. El arquitecto principal fue Lev Rúdnev.
- Estadio Olímpico Luzhnikí, conocido como "Estadio Lenin".

- El monumento "¡La Madre Patria llama!" en Volgogrado, un monumento de 85 metros de altura.
- Torre de la televisión en Ostánkino se completó su construcción  en 1967. Tiene una altura de 540 metros y fue el edificio más alto del mundo durante ocho años.

Entre los años  1966 y 1967, Nikitin, junto con V. I. Travushem redactó una malla de acero altura de la torre caparazón de 4 kilómetros. El proyecto fue encargado por una empresa japonesa (el dueño era Mitsusiba). Al principio del siglo XXI los japoneses regresaron a la idea de la construcción de 4 km de la torre en el proyecto X-Seed 4000.